# Baraboo
Baraboo è un comune degli Stati Uniti d'America, situato in Wisconsin, nella contea di Sauk, della quale è anche il capoluogo.